# Platyrrhinus helleri
Platyrrhinus helleri (Peters, 1866) è un pipistrello della famiglia dei Fillostomidi diffuso in America centrale e meridionale.

## Descrizione

### Dimensioni
Pipistrello di piccole dimensioni, con la lunghezza della testa e del corpo tra 55 e 65 mm, la lunghezza dell'avambraccio tra 37 e 41 mm, la lunghezza del piede tra 9 e 13 mm, la lunghezza delle orecchie tra 13 e 18 mm e un peso fino a 21 g.

### Aspetto
La pelliccia è corta, densa, con i singoli peli dorsali tricolori e si estende fino alla metà dell'avambraccio. Le parti dorsali variano dal marrone chiaro al bruno-rossastro, con una larga striscia dorsale bianca che si estende dalla zona tra le spalle fino alla groppa, mentre le parti ventrali sono grigie. Il muso è corto e largo. La foglia nasale è ben sviluppata, lanceolata e con i margini bianchi o giallo crema. Due strisce bianche sono presenti su ogni lato del viso, la prima si estende dall'angolo esterno della foglia nasale fino a dietro l'orecchio, mentre la seconda parte dell'angolo posteriore della bocca e termina alla base del padiglione auricolare. Una lunga vibrissa è presente su ogni guancia. Le orecchie sono larghe, triangolari, separate e con i bordi marcati di bianco o giallo crema. Il trago è piccolo, appuntito e giallastro. Le membrane alari sono nerastre o bruno-nerastre scure con le ossa alari biancastre e attaccate posteriormente alla base dell'alluce. I piedi sono ricoperti di peli mediamente densi. È privo di coda. L'uropatagio è ridotto ad una sottile membrana lungo la parte interna degli arti inferiori, con il margine libero densamente frangiato di bianco e a forma di V rovesciata. Il calcar è corto. Il cariotipo è 2n=30 FNa=56.

## Biologia

### Comportamento
Si rifugia in piccoli gruppi all'interno di grotte, edifici, tunnel e tra il denso fogliame. È stato osservato in foglie modificate in piccole tende nel Perù. Diventa attivo a tarda sera fino ad un'ora prima dell'alba. Studi effettuati in cattività hanno evidenziato uno stato di torpore in condizioni di privazione alimentare.

### Alimentazione
Si nutre di frutti di specie native di Ficus, Acnistus, Cecropia e di qualche insetto, inclusi Lepidotteri.

### Riproduzione
Le nascite avvengono tra marzo ed aprile e tra luglio ed agosto, durante la seconda parte delle stagioni secche. Femmine gravide sono state catturate in Messico a luglio, ad agosto in Honduras, giugno e agosto in El Salvador, marzo, aprile, giugno, luglio ed agosto in Nicaragua, marzo in Costa Rica, gennaio a Panama, luglio ed agosto sull'isola di Trinidad e ad agosto in Perù. Femmine che allattavano invece sono state osservate a maggio in Messico e Nicaragua e in agosto in Costa Rica e Trinidad. I piccoli vengono svezzati all'inizio delle stagioni delle piogge, in concomitanza con la massima abbondanza di nutrimento.

## Distribuzione e habitat
Questa specie è diffusa dagli stati messicani meridionali di Oaxaca e Veracruz, attraverso l'America centrale e meridionale fino alla Bolivia centrale e agli stati brasiliani meridionali del Mato Grosso do Sul e Paraná. È presente anche sull'isola di Trinidad.
Vive nelle foreste sempreverdi e semi-decidue, ai limiti forestali e nei frutteti fino a 1.500 metri di altitudine.

## Tassonomia
Sono state riconosciute 2 sottospecie:
- P.h.helleri: Messico meridionale, dagli stati di Oaxaca e Veracruz eccetto la Penisola dello Yucatán, Belize, Guatemala, El Salvador, Honduras, Nicaragua, Costa Rica, Panama, Colombia settentrionale e occidentale, Venezuela nord-occidentale, Ecuador occidentale;
- P.h.incarum (Thomas, 1912): Colombia sud-orientale, Ecuador orientale, Perù, Venezuela, Guyana, Suriname, Guyana francese, Bolivia settentrionale e centrale, Brasile fino alla parte settentrionale dello stato meridionale del Paraná. Isola di Trinidad.

## Conservazione
La IUCN Red List, considerato il vasto areale, la popolazione numerosa e la tolleranza a diversi tipi di habitat, classifica P.helleri come specie a rischio minimo (Least Concern)).